# أوتر.أي
أوتر.أي (Otter.ai) هي شركة تقنية مقرها في ماونتن فيو بولاية كاليفورنيا. تعمل الشركة على تطوير تطبيقات تحويل الكلام إلى نص باستخدام تقنيات الذكاء الاصطناعي والتعلم الآلي. يتميز برنامجها المعروف باسم Otter بإمكانية توضيح المتحدثين الحيين وإنشاء نسخ مكتوبة للخطابات.

## تاريخ
تأسست شركة Otter.ai بالاسم السابق AISense في عام 2016 على يدي سام ليانغ ويون فو، وهما مهندسان في مجال علوم الكمبيوتر ولديهما خبرة طويلة في العمل مع التكنولوجيا الذكاء الاصطناعي.
في يناير 2018 ، أعلنت الشركة عن شراكة مع زوم لاتصالات الفيديو لتسجيل اجتماعات الفيديو بعد انعقادها. في مارس ، أطلقت الشركة أول تطبيق لترجمة الكلام من Otter في ملتقى عالم الهاتف النقال . كان متاحًا مجانًا لمنتجات اندرويد و ابل للهواتف المحمولة من جوجل. في أكتوبر، قامت الشركة بإطلاق منتج يدعى Otter for Education وهو أداة تدوين الملاحظات المخصصة لطلاب الجامعات.
في مارس 2019، قامت الشركة بإطلاق منتج يدعى Otter for Teams وهو منتج متخصص في نسخ وتخزين البيانات للمؤسسات.
في يناير 2020، أعلنت الشركة التي تعمل الآن تحت اسم Otter.ai عن جولة تمويل جديدة بقيمة 10 ملايين دولار، وقادت هذه الجولة شركة Docomo Ventures اليابانية، وهي شركة تابعة لمشغل الهاتف المحمول. دوكومو . في أبريل ، أعلنت الشركة أنها تقدم Live Notes لمكالمات Zoom.

## تكنولوجيا
تمتلك الشركة تقنية متقدمة لنسخ الكلام، حيث جمعت بيانات ضخمة من ملايين الساعات من التسجيلات الصوتية. تم تحليل هذه البيانات لتدريب البرنامج وتحسين قدراته في عملية التسجيل والنسخ. تستخدم الشركة خوارزميات متخصصة للبحث عن هذه المقاطع الصوتية الملائمة في الويب، مما يساعد في تطوير وتحسين الأداء والدقة العالية للنسخ التلقائي.
في مارس 2018، أفاد موقع أخبار التكنولوجيا ZDNet بمخاوف تتعلق بسياسة الخصوصية لـ Otter، مشيرًا إلى أن الشركة يمكنها الوصول إلى التسجيلات والنصوص المحملة.. استجابت الشركة بتحديث سياسة الخصوصية وأكدت أنه سيتم السماح بالوصول إلى النسخ بناءً على "طلب مستخدم شرعي" وسيتم ذلك فقط بموافقة رئيس التكنولوجيا. في عام 2022 ، سلطت بوليتيكو الضوء على مخاوف بشأن ممارسات الخصوصية لشركة Otter بعد أن استفسرت الشركة من أحد الصحفيين حول الغرض من الاجتماع ، الذي تم نسخه من خلال Otter ، مع ناشط من الأويغور .

### مساعد الذكاء الاصطناعي
في شهر فبراير من عام 2023، قامت Otter.ai بإطلاق مساعد جديد للاجتماعات باستخدام الذكاء الاصطناعي يسمى OtterPilot. يهدف هذا المساعد إلى أتمتة الاجتماعات ومساعدة المحترفين في توفير الوقت وزيادة الإنتاجية. تتضمن الميزات الجديدة في OtterPilot إنشاء ملخصات ذكية لمواضيع الاجتماعات الرئيسية باستخدام الذكاء الاصطناعي، والتقاط تلقائي لصور الشرائح التي تمت مشاركتها أثناء الاجتماعات الافتراضية، ومشاركة وتعاون في ملاحظات الاجتماع في الوقت الفعلي. بالإضافة إلى ذلك، يتضمن OtterPilot أيضًا مساعد الشركة Otter Assistant، الذي يمكنه بشكل تلقائي الانضمام إلى الاجتماعات وتدوين المحادثات بناءً على تقويم المستخدم. يتوفر مساعد الاجتماع الجديد لجميع المستخدمين ويهدف إلى القضاء على عملية تدوين الملاحظات وتحسين إنتاجية الاجتماعات. يتفوق برنامج Live Transcribe من Google في تحويل اللغة المنطوقة إلى نص في الوقت الفعلي. هذه الميزة الأساسية ستغير قواعد اللعبة بالنسبة لأولئك الذين يعانون من الصمم أو ضعاف السمع لأنها تتيح لهم الانضمام بسهولة إلى المناقشات والأحداث.

## استقبال
اختار موقع الوسائط الرقمية ماشابل والمنشور التكنولوجي فاست كومباني Otter أحد أفضل التطبيقات لعام 2018.

## روابط خارجية
- الموقع الرسمي